# Gesta Normannorum Ducum
La Gesta Normannorum Ducum (Fets dels ducs normands) és una crònica escrita pel monjo Guillem de Jumièges poc abans del 1060. El 1070 el rei Guillem I el Conqueridor demanà a Guillem de Jumièges que ampliàs l'obra per a detallar-hi els seus drets al tron d'Anglaterra. En temps posteriors, Orderic Vitalis (m. c. 1142) i Robert de Torigni (m. 1186), continuaren els volums històrics fins a arribar a Enric I.
El Gesta Normannorum Ducum de Guillem de Jumièges esdevingué la principal obra històrica normanda, un dels molts escrits per a glorificar la conquesta normanda d'Anglaterra. Al contrari, però, de la majoria, es va començar a la fi dels anys 1050 com una continuació del De moribus, de Dudon de Saint-Quentin. La versió final de la història de Guillem va ser escrita en el seu monestir de Jumièges als c. 1070–1071. Durant el segle XII s'hi feren interpolacions i addicions, primer per Orderic Vital, per Robert de Torigni, que hi va afegir un llibre sencer sobre Enric I d'Anglaterra. Durant el període medieval el seu text fou àmpliament divulgat i llegit, un treball essencial en la majoria de monestirs i la font bàsica en què es basaven les històries de Robert Wace i Benet de Sant Maur. El Gesta Normannorum Ducum de Guillem sobreviu hui en quaranta-set manuscrits.
Jules Lair en va emprendre una traducció moderna, però el treball fou interromput per la seua mort. El va acabar M. Jean Marx, un estudiós francés que en publicà la traducció el 1914. La versió primera acabava amb la reducció del nord amb el Conqueridor el 1070, però un passatge que esmentava Robert II de Normandia com a duc sembla ser una revisió d'algun període posterior al 1087. No hi havia cap evidència, però, que Guillem en fes una continuació després del 1070. Aquest text presenta una diferència d'escriptura de l'autor, que sembla d'origen desconegut, però fou inclòs per Marx en la seua traducció, tot assumint que n'era de l'autor primigeni. Les traduccions més recents han estat editades i traduïdes per Elisabeth M. C. van Houts i es publicaren en dos volums, el volum I, el 1992, i el II al 1995, tots dos per Clarendon Press, d'Oxford.